# Psykomotorisk terapeut
Den psykomotoriske terapeut arbejder med sundhedsfremme, forebyggelse af fysisk og psykisk sygdom, undervisning, behandling og rehabilitering. Psykomotoriske terapeuter var indtil 2010 kendt som afspændingspædagoger. Uddannelsen til Psykomotorisk terapeut er en offentlig anerkendt uddannelse i Danmark. Studiet tager 3,5 år og efter afgangseksamen bruger titlen Professionsbachelor i Psykomotorik og Afspændingspædagogik. Der findes to skoler i Danmark: Psykomotorikuddannelsen i Hillerød under Københavns Professionshøjskole, samt Psykomotorikuddannelsen i Randers under VIAUC. Der optages studerende efter den koordinerede tilmelding (KOT) og der er studiestart 2 gange årligt.
Psykomotorisk terapi er integrationen af krop, psyke, erkendelse og handling. Hele personligheden involveres i behandlingen, hvor det centrale er samspillet mellem den kropslige behandling, oplevelsen af kroppen, personligheden og ressourcerne.
De Psykomotoriske Terapeuter organiserer sig i DAP – Danske Psykomotoriske Terapeuter (tidligere Danske Afspændingspædagoger)